# 金善渽
金 善渽（キム・ソンジェ、ハングル表記：김선재、1992年5月2日 - ）は、大韓民国のSBS所属のアナウンサー。大一外国語高等学校を卒業し、ソウル大学校の自由専攻学部を卒業した。2015年にSBSの公開採用でアナウンサーとして採用され入局した。『生放送トゥデイ』や『メン・イン・ブラックボックス』『土曜モーニングワイド』などの司会進行を務めている。